# Jan Sajkiewicz
Jan Sajkiewicz (ur. 19 lutego 1928 w Szydłowie, zm. 18 października 1995 we Wrocławiu) – profesor nauk technicznych, doktor honoris causa Akademii Górniczej we Freibergu, były rektor Wyższej Szkoły Inżynierskiej im. Kazimierza Pułaskiego w Radomiu.

## Życiorys
Po ukończeniu Liceum Ogólnokształcącego im. Jana Śniadeckiego w Kielcach został kierownikiem Szkoły Podstawowej w Gackach. W latach 1948–1952 studiował na Wydziale Inżynierii Lądowej Politechniki Wrocławskiej uzyskując dyplom inżyniera konstrukcji mostowych. W latach 1952–1955 kontynuował naukę na studiach magisterskich na Wydziale Budownictwa Politechniki Wrocławskiej pracując jednocześnie w Centralnym Biurze Studiów i Projektów Budownictwa Wodnego „Hydroprojekt”.
W 1963 uzyskał stopień doktora nauk technicznych w Głównym Instytucie Górnictwa w Katowicach a w 1966 – doktora habilitowanego na Wydziale Budownictwa Lądowego Politechniki Wrocławskiej za pracę z tematyki górnictwa odkrywkowego dotyczącą optymalnej pracy układu KTZ (koparka – taśmociąg – zwałowarka).
W latach 1971–1981 jako docent pełnił funkcję dyrektora Instytutu Górnictwa Politechniki Wrocławskiej oraz kierownika Zakładu Badań Operacyjnych i Prognostycznych w Górnictwie.
W 1972 otrzymał tytuł profesora nauk technicznych. W 1978 został uhonorowany tytułem doktora honoris causa Akademii Górniczej we Freibergu w dowód uznania zasług w rozwoju współpracy z tą uczelnią oraz za opracowanie wraz z jej naukowcem, prof. Klausem Strzodką, podręcznika „Technika górnictwa odkrywkowego” w języku polskim i niemieckim.
W 1981 piastował stanowisko prorektora ds. dydaktyki i wychowania a w latach 1982–1985 rektora Wyższej Szkoły Inżynierskiej w Radomiu. Członek Rady Krajowej PRON w 1983 roku.
W 1985 podjął pracę na Politechnice Świętokrzyskiej w Kielcach na stanowisku kierownika Katedry Eksploatacji Maszyn i Obiektów Technicznych, a następnie w 1991 – kierownika Katedry Maszyn i Urządzeń Rolniczych.
Jego dorobek naukowy stanowi ponad 300 pozycji wydanych w kraju i za granicą oraz liczne patenty.